# Кабассет
Кабассе́т (фр. cabasset) — металлическое наголовье (шлем) с круглой высокой тульёй и небольшими полями.
Иногда вверху тульи находился стержень для прикрепления султана. Кабассет впервые появился в XV веке во Франции, где сначала использовался только конными воинами, и лишь позже стал обычным наголовьем пехотинцев. Он носился пикинёрами ещё в XVII веке, получив название «головного горшка» (фр. pot en tête). Итальянские кабассеты часто отличались великолепной чеканкой и черневой работой.